# Colette Dimic
Colette Anne Marie Dimić, née Bidanchon, est une professeure de littérature ayant enseigné à l’Université de l'Alberta (Edmonton, Canada,). Elle est reconnue pour l’étude des traits Biedermeier dans l’œuvre d’auteurs français. Elle est née le 9 février 1934 à Angoulême (France).

## Biographie
Après des études au lycée Jules-Ferry de Paris, ses premiers intérêts portent sur l’allemand et la littérature allemande.  Elle obtient une Licence-es-Lettres et un Diplôme d’Études supérieures à la Sorbonne (Paris) en 1957, puis un doctorat de l’université de Fribourg-en-Brisgau (Allemagne) en 1960. À partir de 1959, elle passe plusieurs années en Yougoslavie où elle est lectrice à l’Université de Belgrade avant d’accepter un poste de professeur de langues romanes à l'Université de l’Alberta en 1966,.  
Sa thèse de doctorat porte sur le grotesque dans l'expressionnisme allemand, notamment chez Scheerbart, Mynona, Sternheim, Ehrenstein, et Heym. Ses intérêts de recherche se diversifient ensuite et elle publie plusieurs études sur André Gide, Roger Martin du Gard, et Fromentin. Toutefois, elle est surtout reconnue pour l’étude des traits Biedermeier dans l’œuvre d’auteurs français tels que Fromentin , George Sand, Sainte-Beuve, Marceline Desbordes-Valmore et Henry Monnier,.
Elle était membre de l'Association des professeurs de français des universités canadiennes.
Elle épouse Milan V. Dimić en 1959 dont elle divorce en 1987. Elle épouse Sumner MacLean en 1988, avant de succomber à un cancer le 19 janvier 1994 à Saint-Herblain (France).

## Publications

### Publications dans des journaux scientifiques
- « Gide et Verhaeren: Affinités intellectuelles et artistiques », L'Information Littéraire (Paris, France), 1975; 27; pages 109-16.
- « Andre Gide et le bonheur », Filoloski Pregled: Casopis Saveza Drustava za Strane Jezike i Knjizevnost SFRJ (Belgrade, Yugoslavia), 1975; (1-2): pages 59-71.
- « Roger Martin du Gard et le bonheur”, Filoloski Pregled: Casopis Saveza Drustava za Strane Jezike i Knjizevnost SFRJ (Belgrade, Yugoslavia), 1976; i-ii: pages 60-76.
- « Stendhal, Walter Scott et la légende de Tristan et Iseut: Une Source inconnue de deux épisodes de Rouge et Noir? », Stendhal Club: Revue Internationale d'Études Stendhaliennes, Nouvelle Série, Revue Trimestrielle (Grenoble, France), 1977; 19e année; pages 225-33.
- « Roger Martin du Gard, Disciple de Montaigne ». Australian Journal of French Studies, January 1977, Vol. 14, Issue 5/6, pages 297-312.
- « Gide et la maladie », Studi Francesi (Turin, Italy), 1979; 67; pages 62-75.
- « L'aube, l'aurore et le matin : une influence de Rimbaud sur Gide ». Bulletin des amis d'André Gide, no 43, juillet, 1979.
- « L'Éthique chrétienne dans Dominique de Fromentin », Revue de l'Université d'Ottawa, L, 2, avril-juin 1980, pages 280-293.
- « Dominique de Fromentin dans la perspective du Biedermeier », Romanistische Zeitschrift für Literaturgeschichte, 1981, volume V, pages 19-38.
- « Les traits biedermeier dans les romans champêtres de George Sand », Neohelicon, vol. 9, Issue 2, 1982, pages 123-162.
- « Les traits biedermeier chez Sainte-Beuve, poète et romancier », Canadian Review of Comparative Literature/Revue Canadienne de Litterature Comparée, 1984 mars; 11 (1): pages 39-60.
- « L’opposition nord/sud dans l’évolution morale et esthétique d’André Gide (de 1891 à 1911) ».  André Gide 7. Le Romancier . Textes réunies par Claude Martin. Lettres modernes, Minard 1984, La Revue des Lettres Modernes, pages 147-165.
- « La maturité de Marceline Desbordes-Valmore : une percée des attitudes Biedermeier »,  Cahiers D'histoire Des Littératures Romanes, 1986, Volume 10, pages 83-101.
- « Erckmann-Chatrian, Progrès social et valeurs traditionnelles », Neohelicon, March 1986, Volume 13, Issue 1, pages 321–349.
- « Henry Monnier et la satire du bourgeois à l'époque Biedermeier », Arcadia: Zeitschrift fur Vergleichende Literaturwissenschaft, 1988; 23 (1), pages 64-77.

### Publications sous le nom de Colette Bidanchon
- « La Signification symbolique du désert chez Fromentin et Gide », Studi Francesi, XXXII (1988), p. 481-489.
- « Kundera ou l'affirmation d'une identité centre-européenne », Wiener Slawistischer Almanach, Band 22, 1988, pages 87-101.

### Traduction du Serbo-Croate
- Vojislav Popović , Par les routes de Yougoslavie , Beograd : Edition Jugoslavija, 1963.